# Усть-Чулым
Усть-Чулы́м (южносельк. Тюлунай йед) — упразднённая в 1972 году деревня в Молчановском районе Томской области России. Проживали южные селькупы, русские.

## География
Деревня располагалась на территории современного Молчановского сельского поселения на левом берегу Чулыма при впадении в Обь, напротив Нижней Фёдоровки.

## История
Исторический населённый пункт южных селькупов (группа тюйкум) — юрты Усть-Чулымские / Каргасаковы. Коренные жители — селькупы Алексеевы, Крускуловы, Семёновы.
На 1740 г. населённый пункт состоял из одного подворья и относился к Кортульской инородческой волости (по-южноселькупски Корсэ аймак).
В 1859 г. юрты состояли из одного подворья, население составляло 5 человек.
В 1897 г.: 19 хозяйств — 27 селькупов и 59 русских. Населённый пункт относился к Больше-Байгульской Чулымской Остяцкой инородческой волости.
На 1911 г. в деревне имелось 28 дворов, 158 жителей. Деревня относилась к Амбарцевской инородческой волости.
На 1920 г. в Усть-Чулыме — 28 дворов, 163 жителя.
Решением № 187 Томского облисполкома от 20 июля 1972 г. деревня Усть-Чулым исключена из учётных данных в связи с выездом жителей в другие населённые пункты.

## Население
| 1859 | 1897 | 1911 | 1920 | 1939 | 1952 | 1959 |
| ---- | ---- | ---- | ---- | ---- | ---- | ---- |
| 5    | ↗86  | ↗158 | ↗163 | ↘144 | ↘103 | ↘99  |
| 1970 |      |      |      |      |      |      |
| ↘3   |      |      |      |      |      |      |